# Kayak.com
KAYAK — туристична метапошукова система; онлайн-сервіс з пошуку авіаквитків, бронювання готелів, оренди автомобілів, пошуку турпакетів і круїзів, що належить і керується компанією Booking Holdings.. Також має мобільний додаток.
Ресурс доступний 18 мовами та діє у 30 країнах, включаючи Росію, США, більшість Європи, Канаду, КНР, Індію, Мексику, Австралію.
Американський портал входить до топ-10 найбільш відвідуваних сайтів США.

## Історія
Компанію засновано 2004 року. Спочатку компанія була зареєстрована в штаті Делавер під ім'ям Travel Search Company, Inc. Пізніше назва змінилася на Kayak Software Corporation.
В кінці липня 2012 року KAYAK здійснив перше публічне розміщення своїх акцій на Нью-Йоркській біржі Nasdaq, в ході якого залучив 91 млн доларів. Вже через три місяці сервіс KAYAK був придбаний компанією Priceline Group. Сума угоди склала 1,8 мільярда доларів. Компанія працює в складі Priceline Group як незалежний підрозділ і управляється тією ж командою менеджменту.

## Засновники
Компанія заснована Стівом Хафнером і Полом Інглішем. Керівники компанії є також співзасновниками великих сервісів з пошуку квитків і броні готелів — Expedia, Travelocity і Orbitz.
Тепер Стів Хафнер є головним виконавчим директором і співзасновником KAYAK, а Пол Інгліш — співзасновником і головним директором з технологій.

## Метапошук
KAYAK працює як метапошуковий сервіс і порівнює різні пропозиції партнерів залежно від обраних фільтрів і варіантів сортування. Вибір перельоту/готелю/автомобіля відбувається на сайті метапошуковик, проте фінальна покупка проводиться вже на сайті партнера. Метапошук дозволяє обійти систему онлайн-турагентств, яка моніторить інтернет-користувачів і пропонує деяким (зокрема, власникам комп'ютерів Mac і пристроїв на iOS) більшу ціну на авіаквитки.

## Нагороди
З 2008 року сервіс неодноразово отримував приз глядацьких симпатій в інтернет-премії Webby Awards. У 2012 році KAYAK був відзначений 3 призами Webby Awards, в тому числі як найкращий мобільний додаток в категорії «Подорожі» за версією користувачів.
У 2009 році американський журнал Time включив KAYAK в число п'ятдесяти кращих сайтів року.